# Бджолина сім'я
Бджоли́на сім'я́ — цілісна біологічна одиниця, суперорганізм, який складається з робочих бджіл і матки між якими існує тісний взаємозв'язок. Жити окремо без сім'ї індивідуальна особина нездатна довго. Це жіночі особини. Тимчасово, протягом кількох місяців весняно-літнього періоду, в ній проживають трутні — самці, які виплоджуються для спаровування з молодими матками. У різні пори року загальна кількість бджіл у сім'ї становить від 20 до 80 тис. У дуже сильних сім'ях їх до 100 тис. і більше. Необхідні умови життя вони забезпечують спільною діяльністю: створюють необхідний режим температури і вологості в гнізді для розвитку і життя всіх її членів, збирають і заготовляють запас корму, здійснюють будівельні роботи, захищають від ворогів і збудників захворювань. Функціональна діяльність матки після спаровування з трутнями забезпечує відтворення потомства. В природних умовах бджолині сім'ї розмножуються роїнням.

## Поліморфізм
Для бджолиної сім'ї характерний поліморфізм — тобто існування у формі трьох особин, які розрізняються будовою і виконуваними функціями. Поділ функцій між маткою і робочими бджолами підвищує продуктивність бджіл завдяки спеціалізації у самок окремих органів, наприклад яєчників, хоботка, кошичків, восковидільних залоз. Сім'ї бджіл властива висока плодючість. Протягом року з відкладених маткою яєць розвивається 150—200 тис. особин (переважно робочих бджіл). Тому від племінної самки можна одержати тисячі високопродуктивних маток, що у процесі використання даватимуть цінне потомство. Бджолині сім'ї здатні ділитися і утворювати нові сім'ї (по кілька протягом сезону). У бджолиних сім'ях існує чіткий поділ функцій між індивідуумами. Так, у періоди виділення рослинами великої кількості нектару з усіх функцій найсильніше проявляється інстинктивна діяльність, спрямована на заготівлю запасів меду. Є в житті сім'ї періоди найінтенсивнішого розмноження, глибокого спокою. Залежно від потреби сім'я регулює збирання білкового корму — пилку. Навесні можуть приносити його у гніздо понад 80 % , а під час медозбору — лише близько 5 % збирачок.

## Обмін інформацією та мікроклімат в гнізді
У бджолиній сім'ї здійснюється постійний обмін інформацією, завдяки чому бджоли швидко реагують на втрату матки, загрозу від ворогів, виявлення джерел корму тощо. Така особливість життя сім'ї дає змогу поліпшувати умови існування і протистояти несприятливим умовам зовнішнього середовища. Сім'я бджіл регулює мікроклімат у гнізді. В холодну пору року бджоли розміщуються на стільниках щільніше, зменшуючи виділення тепла. При потеплінні та в спеку посилюється вентиляція, в гнізді підтримується постійна температура (35 °С). Найбільш життєздатними і цінними у плані господарському вважаються сильні сім'ї. Навесні бджоли в таких сім'ях обсиджують не менш ніж 9 стандартних стільників. Фізіологічне навантаження на робочі особини, спрацювання їх у сильних сім'ях менші, а їхня продуктивність вища, ніж у слабких. Взимку витрата корму на обігрівання гнізда з розрахунку на одиницю маси сильних сімей зменшується. Тому утримання сімей сильними стало основним правилом пасічникування.

## Склад сім'ї
У сім'ї медоносної бджоли, як уже зазначалося, якісно розрізняються бджолина матка, трутні та робочі бджоли.

### Матка
Матка — це розвинена жіноча особина, запліднена, і відіграє важливу роль у бджолиній сім'ї: відтворює потомство бджіл. Зовні вона помітно відрізняється від інших членів сім'ї збільшеним розміром тіла, особливо видовженим черевцем. Довжина тіла — 20—25 мм. Маса плідних маток — 200—250 мг. Матка втратила здатність виконувати інші функції, у неї немає кошичків для збирання пилку, хоботок удвоє коротший, ніж у робочої бджоли, у черевці не розвиваються залози для виділення воску. Однак вона має високу продуктивність при відкладанні яєць: протягом сезону від неї можна мати до 150—200 тис. потомків. З внутрішніх органів у матки найрозвиненіша статева система. У видовженому черевці розміщуються два яєчники, кожний з яких складається з 120—200 яйцевих трубочок (Г. А. Аветисян). Природне осіменіння матки відбувається під час одного або кількох вильотів її в молодому віці. Паруватися вона здатна через 7 днів після виходу з маточника. Найчастіше у спермоприймач потрапляє сперма 6—8 трутнів, де вона зберігає життєздатність до кінця життя матки. Для зустрічі з трутнями матка здійснює вильоти на 1—2 км, зрідка на 5 км і більше (зареєстровані випадки повернення у вулик спарованих маток з польотів на відстань 13 км). Якщо з яких-небудь причин протягом місяця матка лишилася незаплідненою, то вона втрачає здатність спаровуватися і стає неплідною — починає відкладати незапліднені яйця, з яких виводяться трутні. Після осіменіння матка з вуликів ніколи не вилітає, за винятком природного роїння. Готуючись до вильоту з роєм, вона тимчасово припиняє відкладання яєць.

#### Плідна матка
Малорухлива, повільно переміщується на стільниках з розплодом, відкладаючи яйця. Її оточують бджоли, що доглядають за нею. З ними навіть поза сім'єю (в кліточці) вона може прожити до 15—20 днів, а іноді протягом місяця. Вилучена цілковито із сім'ї матка гине через 2—3 дні. Від матки через бджіл, що знаходяться ближче до неї, сім'я одержує маточну речовину. Ця речовина складається із специфічних сполук, що сприятливо впливають на фізіологічний стан робочих бджіл. Маточна речовина дає бджолам відчуття присутності в сім'ї матки. Як тільки її не стане, вони вже через півгодини змінюють поведінку.

#### Свищева матка
Без матки бджоли в сім'ї починають непокоїтися (під час огляду шумлять), зменшується їхня льотна активність і, особливо, збирання пилку, у комірках немає яєць, а згодом і всього розплоду, припиняється будування стільників, закладаються свищеві маточники серед бджолиного розплоду. Тривала відсутність матки може призвести до відкладання яєць бджолами-трутівками, внаслідок чого з'являється «горбатий» розплід. З їхніх незапліднених яєць у бджолиних комірках виводяться трутні. Осиротіла сім'я може вивести собі матку, якщо в гнізді є яйця або молоді личинки в бджолиних комірках. Бджоли перебудовують таку комірку на маточник, а личинку не перестають годувати молочком. Виведена таким способом матка називається свищевою. Сім'я, яка не може вивести свищеву матку, загине, якщо пасічник не підсадить їй іншу.

#### Ройова матка
Їх сім'ї виховують, готуючись до роїння. Після вильоту роя у гнізді залишаються ройові маточники, з яких виходитимуть ройові матки.

### Трутні
Трутні — це самці бджолиної сім'ї, добре помітні серед бджіл завдяки більшим розмірам тіла. Довжина їх становить 15—17 мм, маса тіла залежно від породи — 196—256 мг. Трутнів виводить кожна сім'я, але різну кількість їх — від кількох сотень до кількох тисяч. Розвиваються вони з незапліднених яєць. Біологічна роль трутнів полягає в спаровуванні з матками, після чого матки стають повноцінними самками, здатними відтворювати членів сім'ї. Статевозрілими самці стають через 10—12 днів після виходу з комірок. У пошуках маток вони періодично за сприятливих погодних умов вилітають з вуликів. З великої кількості їх у спаровуванні бере участь незначна частина. Після спаровування трутні гинуть, але їхні статеві клітини, залишаючись у сім'яприймачеві матки, внаслідок запліднення яєць дають початок розвиткові жіночих особин сім'ї. Парувальні вильоти трутнів здійснюються на різні відстані, але найчастіше вони літають у зоні 2—4 км від вуликів (Ф. Руттнер).

#### Спаровування
Вільне спаровування в повітрі забезпечує природний добір найсильніших і здорових самців і практично виключає можливість близькоспорідненого розведення. Трутні, що не зустрілися з матками, повертаються у гніздо. На утримання їх бджолині сім'ї витрачають значну кількість корму. Підраховано, що кожна тисяча трутнів потребує на розвиток і годівлю до кінця життя близько 7 кг меду. Тому кількість самців у сім'ях потрібно регулювати, зменшуючи відкладання незапліднених яєць, особливо в рядових сім'ях. У сім'ях, які характеризуються високою продуктивністю та іншими позитивними якостями, трутнів залишають на плем'я. Одним із заходів, що обмежує виведення зайвої кількості самців, є використання у розплідній частині гнізда стільників з бджолиними комірками. На пасіках, де бджоли хворіють на вароатоз, у весняно-літній період для виведення трутнів треба мати збільшені комірки у всіх сім'ях. Систематичне вилучення трутневого розплоду з кліщами є ефективним способом боротьби з хворобою.

### Робочі бджоли
Робочі бджоли формують основу бджолиної сім'ї, вони практично забезпечують її життєдіяльність. Це жіночі особини, які мають недорозвинену статеву систему і тому втратили здатність до відтворення потомства. З трутнями вони не спаровуються. Широка функціональна діяльність робочих бджіл забезпечується розвитком інших органів. Так, порівняно з маткою у робочих бджіл у два рази довший хоботок, виникли восковидільні залози, добре розвинулась підглоткова залоза, на гомілках третьої пари ніг з'явились кошики для складання пилку. Довжина тіла робочої бджоли 12— 14 мм, маса 85—110 мг. Отже, в 1 кг їх в середньому до 10—12 тис. Після виходу з комірки, в перші 2—З тижні життя, бджоли виконують роботи у вулику: чистять комірки стільників, обігрівають розплід, годують личинок, готуючи їм кашку та виділяючи молочко. Згодом бджоли починають виконувати нові види робіт: виготовляють мед з нектару, будують стільники, забезпечують вентиляцію і охорону гнізда. Молоді бджоли, починаючи з 5—7 дня, здійснюють короткочасні вильоти опівдні. За сприятливої погоди вони дружно літають перед вуликом і навкруги нього, привчаючись до орієнтування у просторі. Поступово в них виробляється рефлекс на місце, куди вони потім повертаються, не блукаючи між вуликами. Тому не можна переставляти вулики з бджолами на території пасіки або перевозити їх на близькі відстані — до 3 км. Перевозять бджіл звичайно на відстані 4 км і більші. На новому місці бджоли знову починають орієнтувальні вильоти.